# Caldo de awara
O caldo de Awara (Bouillon d'Awara em francês e Bouyon Wara em Crioulo guianense) é um típico prato crioulo da Guiana Francesa. Consistindo de um grande número de ingredientes vinculados pela polpa do fruto de Awara.
É tradicionalmente preparado durante as celebrações de Páscoa e servido no domingo. Este é um prato cuja preparação leva aproximadamente 1 da e meio.
Um provérbio diz : "Se você comer o caldo de Awara ... você de volta na Guiana ..."

## Lenda
De acordo com uma lenda, uma princesa crioula (guianense) estava apaixonada por um homem branco. Sua família não queria isso, ela se ofereceu para fazer este prato e se a criança adorasse o prato, os dois amantes poderiam se unir. A família concordou, o menino adorou a comida e a menina e o jovem casaram.